# Anja Dular
Anja Dular (r. Zwitter), slovenska arheologinja in bibliotekarka, * 31. julij 1950, Ljubljana.

## Življenje in delo
Diplomirala je leta 1974 iz arheologije na ljubljanski Filozofski fakulteti in prav tam leta 2000 tudi doktorirala iz bibliotekarstva. Leta 1980 se je zaposlila v knjižnici Narodnega muzeja Slovenije v Ljubljani, od leta 1994 kot vodja. Kot arheologinja je sodelovala pri izkopavanjih na Dolenjskem in v Beli krajini, kot bibliotekarka pa se je posvetila raziskavam zgodovine tiska, knjižnic in knjigotrštva.
Je hči znanega slovenskega zgodovinarja Frana Zwittra, poročena pa je z arheologom Janezom Dularjem.

## Nagrade in priznanja
- 2015: Valvasorjeva nagrada